# Porky te amo
Porky te amo fue una teleserie juvenil chilena estrenada el 14 de marzo de 2006 y finalizada el 30 de junio de 2006, producida y emitida por Mega. Dirigida por Álex Hernández con la ayuda de Iván Canales Sugg, y con guion de Francisca Fuenzalida, Rodrigo González, Mateo Iribarren y León Murillo. Fue emitida dentro del programa juvenil Mekano.

## Elenco
- Carla Jara como Daniela Rioseco.
- Philippe Trillat como Martín Andrade.
- María Paz Jorquiera como Nicole Dekovic.
- Sandra O'Ryan como Angélica Santa María.
- Jorge Alís como Leonardo Andrade.
- Monserrat Torrent como Belén Santa Cruz.
- Francisca Marín como Macarena Miller.
- Samantha Sánchez como Déborah Sanfuentes.
- Tanja Zahri como Constanza "Cony" Velasco.
- Ariel Levy como Clemente Goycolea.
- Matías González como Caco Andrade.
- Francisca Opazo como María Jesús "Jechu".
- Óscar Garcés como Benito Goycolea.
- Felipe Hurtado como Miguel Soto Pérez.
- Ximena Abarca como Estrella Morales.
- Sergio Aguirre como Gonzalo Alemparte.
- Rosita Parsons como Josefa Montes.
- Santiago Tupper como Chester.
- Otilio Castro como Alberto.
- Elvira Cristi como Pascuala.
- Carolina Oliva como Taty.
- Silvia Novak como Milenka Bozic.
- Felipe Constans como Rodrigo Baraona.
- Luis Dubó como Luchito Mario.
- Constanza González como Maripepa Loyola.
- Sarita Ramírez como Celeste.

## Participaciones especiales
- Irene Llano como Irene Llano
- Pachi Torreblanca como ?

## Curiosidades
- Es la última telenovela realizada por Álex Hernández en Mega, ya que el segundo semestre de 2006, Montecristo fue realizada por la productora Roos Film.
- Es la última telenovela transmitida en el horario de las 20:00; luego Mega decide transmitir espacios como Casado con hijos, y Tardes de cine, sumado al fin de Mekano.  Fortunato, fue la excepción, ya que comenzó a finales de 2007.

| Predecesor: Mitú | Miniserie de Mega 1.er Semestre, 2006 | Sucesor: - |

- Datos: Q6082940